# Соколов, Сергей Александрович
Сергей Александрович Соколов (род. 7 января 1959) — советский и российский лётчик, полковник, Герой Российской Федерации.

## Биография
Родился 7 января 1959 года в городе Туле. Русский. Окончил среднюю школу. Активно занимался спортом, входил в юношескую сборную города и области по спортивной гимнастике. После школы поступил в 1976 году в Качинское военно-авиационное училище летчиков.
Младший сержант Соколов был заместителем командира взвода — командиром летного отделения. Освоил учебный реактивный самолет L-29 и истребитель МиГ-21. По окончании училища в 1980 году получил направление в Туркестанский военный округ. На авиабазе в городе Мары лейтенант Соколов освоил новую для него технику — истребитель-перехватчик Су-15. А ещё через год пересел в кабину истребителя-бомбардировщика Су-17. Теперь главными стали полеты на малой и предельно малой высоте и бомбоштурмовые удары по наземным целям.
В октябре 1983 старший лейтенант Соколов прибыл на афганскую авиабазу в Баграме командиром звена. За короткий срок он совершил 119 боевых вылетов. Авиационное звено под его командованием участвовало в шести крупных общевойсковых армейских операциях, уничтожая живую силу и боевую технику противника.
25 апреля 1984 года в ходе Панджшерской операции при выполнении задачи по уничтожению средств ПВО противника в 27 км от аэродрома Кабул самолёт Соколова был подбит из ПЗРК «Стингер». Летчик катапультировался. На земле более часа вел бой, уничтожил до 20 моджахедов. Был ранен в ноги, теряя сознание выпустил последнюю очередь. В это время подошли вертолёты. Уже после погрузки, на борту, увидели, что у живота он держит гранату с взведенной чекой. Очнулся Соколов в ташкентском госпитале только через четверо суток. В полк уже сообщили, что он умер по пути в Ташкент, но в воздухе ему успели сделать операцию.
С 1984 по 1987 год Соколов провел в госпиталях почти два с половиной года, перенес 12 операций, из них 7 тяжелых. В 1985 году решением ВВК был списан с летной работы. Добился оставления в рядах МО РФ, а в 1986 году признан ВТЭК инвалидом войны. В декабре 1984 года награждён орденом Красной Звезды, а в 1988 году — афганским орденом Красного Знамени.
Капитан Соколов, несмотря на инвалидность вернулся в строй, окончил Военно-Воздушную академию. Проходил службу в Авиационной поисково-спасательной службе, и 1989 году был награждён орденом Боевого Красного Знамени. Вопреки запретам врачей вернулся в небо. Прошел сложный курс реабилитации и в 1991 году приступил к парашютным прыжкам. Сперва освоил парашютные прыжки, а в 1992 году — полёты. Сначала на вертолете Ми-2, потом облетал Як-52, вертолет Ми-8, самолеты Ан-2, L-39 и, наконец, боевой истребитель МиГ-29.
18 апреля 1994 года, в составе международной арктической экспедиции, Сергей Соколов первым в мире среди инвалидов совершил прыжок на парашюте на Северный полюс.
В 1995 году добился официального разрешения и возвращения на летную должность. Указом Президента Российской Федерации от 13 марта 1995 года за личное мужество и героизм, проявленные при выполнении первого среди инвалидов мира прыжка с парашютом на Северный полюс и освоении авиационной техники подполковнику Соколову Сергею Александровичу присвоено звание Герой Российской Федерации с вручением знака особого отличия — медали «Золотая Звезда».
В сентябре 1995 года Герой России полковник Соколов возглавил Егорьевский аэроклуб РОСТО. За 21 год летной работы освоил 11 типов самолетов и вертолетов такие, как Л-29, МиГ-21, Су-15, Су-17м3 из них 7 типов будучи инвалидом: Як-52, Ан-2, Л-39, Ми-2, Ми-8, Як-18Т, МиГ-29. В настоящее время летает на самолетах Як-52, Л-29, Ан-2 и вертолетах Ми-2, Ми-8. Имеет общий налет более 2500 часов.
В 1997—1998 годах трижды, в качестве командира вертолета Ми-8, совместно с МВД РФ принимал участие в обезвреживании преступных группировок на территории Липецкой, Ивановской и Московской областей.
В настоящее время полковник Соколов живёт в Москве, является членом Центрального совета РОСТО, заместителем председателя Московского областного совета РОСТО по авиации.
С 1997 по 2005 год являлся вице-президентом Федерации вертолётного спорта России а с 2006 года Президентом Федерации авиационных видов спорта Московской области.

## Награды
Награждён орденами Красного Знамени,
Красной Звезды,
«За военные заслуги», а также
орденом Красного Знамени Республики Афганистан,
медалями.